# Saison 1 de Kevin Can Wait
Chronologie
Saison 2
Cet article présente le guide des épisodes de la première saison de la série télévisée américaine Kevin Can Wait.

## Généralités
- Aux États-Unis, la saison a été diffusée du 19 septembre 2016 au 8 mai 2017 sur le réseau CBS.
- Au Canada, la saison a été diffusée en simultanée sur le réseau Global[1].
- Le 17 octobre 2016, CBS commande neuf épisodes supplémentaires pour compléter la saison, soit un total de 22 épisodes[2],[3]. Puis le 6 janvier 2017, elle commande deux épisodes supplémentaires portant finalement la saison à vingt-quatre épisodes[4],[5].

## Distribution

### Acteurs principaux
- Kevin James : Kevin Gable
- Erinn Hayes : Donna Gable, femme de Kevin
- Taylor Spreitler : Kendra Gable, fille aînée
- Mary-Charles Jones : Sara Gable, fille cadette
- James DiGiacomo : Jack Gable, fils
- Ryan Cartwright : Chale, fiancé de Kendra
- Lenny Venito : Duffy
- Gary Valentine : Kyle Gable, frère de Kevin
- Leonard Earl Howze : Goody

### Acteurs récurrents
- Chris Roach : Mott
- Jim Breuer (en) : Père Philip
- Joe Starr : Enzo
- Ray Romano : Vic[6] (épisode 6)
- Adam Sandler : Jimmy Landers[7] (épisode 8)
- Gina Brillon : Gina
- Bas Rutten : Rutger
- Jackie Sandler : Cindy, mère de Mott
- Chris Weidman : Nick Dawson
- Leah Remini : Vanessa[8] (épisodes 23 et 24)

## Épisodes

### Épisode 1: Titre français inconnu (Pilot)
- États-Unis /  Canada : 19 septembre 2016 sur CBS[9] / Global[10]

- États-Unis : 11,08 millions de téléspectateurs[11] (première diffusion)
- Canada : 1,599 million de téléspectateurs[12] (première diffusion + différé 7 jours)

- Chris Roach (Mott)
- Carlos Alazraqui (Slawinski)
- Reid Prebenda (Todd)
- Maxine Presscott (Elderly Woman)

### Épisode 2: Titre français inconnu (Sleep Disorder)
- États-Unis /  Canada : 26 septembre 2016 sur CBS / Global

- États-Unis : 10,62 millions de téléspectateurs[13] (première diffusion)

Chris Roach (Mott)

### Épisode 3: Titre français inconnu (Chore Weasel)
- États-Unis /  Canada : 3 octobre 2016 sur CBS / Global

- États-Unis : 9,6 millions de téléspectateurs[14] (première diffusion)
- Canada : 1,226 million de téléspectateurs[15] (première diffusion + différé 7 jours)

- Chris Roach (Mott)
- Joe Starr (Enzo)
- Andy Ridings (Blake)

### Épisode 4: Titre français inconnu (Kevin and Donna's Book Club)
- États-Unis /  Canada : 10 octobre 2016 sur CBS / Global

- États-Unis : 8,70 millions de téléspectateurs[16] (première diffusion)

- Chris Roach (Mott)
- Gina Brillon (Gina)
- De'Adre Aziza (Danielle)
- Joe Starr (Enzo)

### Épisode 5: Titre français inconnu (Kevin's Good Story)
- États-Unis /  Canada : 17 octobre 2016 sur CBS / Global

- États-Unis : 8,54 millions de téléspectateurs[17] (première diffusion)
- Canada : 1,093 million de téléspectateurs[18] (première diffusion + différé 7 jours)

- Chris Roach (Mott)
- Joe Starr (Enzo)
- Saidah Arrika Ekulona (Didi)
- Jim Breuer (Father Phillip)
- Joey Kola (Larry Anderson)

### Épisode 6: Titre français inconnu (Beat the Parents)
- États-Unis /  Canada : 24 octobre 2016 sur CBS / Global

- États-Unis : 7,91 millions de téléspectateurs[19] (première diffusion)

- Ray Romano (Vic)
- Matt Romano (Braden)
- Lindsey Broad (Brandi)
- Graydon Peter Yosowitz (Grayden)
- Michael McArthur (Robert)

### Épisode 7: Titre français inconnu (Hallow-We-Ain’t-Home)
- États-Unis /  Canada : 31 octobre 2016 sur CBS / Global

- États-Unis : 6,42 millions de téléspectateurs[20] (première diffusion)
- Canada : 988 000 téléspectateurs[21] (première diffusion + différé 7 jours)

- Noah Syndergaard (Viking)
- Jessica Kirson (Megan)
- Accalia Quintana (Girl)
- Wolfgang Jack Lacz (Joey Gruber)
- Jake Katzman (Paul Gruber)
- Mike Soccio (Rick Gruber)
- Sienna James (Trick or Treater #1)
- Shea James (Trick or Treater #2)

### Épisode 8: Titre français inconnu (Who's Better than Us?)
- États-Unis /  Canada : 7 novembre 2016 sur CBS / Global

- États-Unis : 7,41 millions de téléspectateurs[22] (première diffusion)
- Canada : 1,203 million de téléspectateurs[23] (première diffusion + différé 7 jours)

- Chris Weidman (Nick)
- Jim Breuer (Father Phillip)
- Jared Sandler (Jared)
- Carmin Delvalle (Kid)

### Épisode 9: Titre français inconnu (The Power of Positive Drinking)
- États-Unis /  Canada : 14 novembre 2016 sur CBS / Global

- États-Unis : 7,06 millions de téléspectateurs[24] (première diffusion)

- Chris Roach (Mott)
- Joe Starr (Enzo)
- Brian Haley (en) (Tim)
- Angela Birchett (Liz)
- John Trueson (Customer)
- Lytle Harper (Woman)
- Leslie Kritzer (Beth)

### Épisode 10: Titre français inconnu (The Fantastic Pho)
- États-Unis /  Canada : 21 novembre 2016 sur CBS / Global

- États-Unis : 6,97 millions de téléspectateurs[25] (première diffusion)
- Canada : 1,065 million de téléspectateurs[26] (première diffusion + différé 7 jours)

- Chris Roach (Mott)
- Keone Young (Mr. Chu)
- Jared Sandler (Owen)

### Épisode 11: Titre français inconnu (Kevin's Bringing Supper Back)
- États-Unis /  Canada : 5 décembre 2016 sur CBS / Global

- États-Unis : 7,14 millions de téléspectateurs[27] (première diffusion)
- Canada : 977 000 téléspectateurs[28] (première diffusion + différé 7 jours)

- Chris Roach (Mott)
- Billy Joel (lui-même)

### Épisode 12: Titre français inconnu (I'll Be Home for Christmas... Maybe)
- États-Unis /  Canada : 12 décembre 2016 sur CBS / Global

- États-Unis : 7,31 millions de téléspectateurs[29] (première diffusion)
- Canada : 1,215 million de téléspectateurs[30] (première diffusion + différé 7 jours)

- Chris Roach (Mott)
- Jackie Sandler (Cindy)
- Norah Murphy (Becky)
- Delphina Belle (Randi)

### Épisode 13: Titre français inconnu (Ring Worm)
- États-Unis /  Canada : 2 janvier 2017 sur CBS / Global

- États-Unis : 7,36 millions de téléspectateurs[31] (première diffusion)
- Canada : 947 000 téléspectateurs[32] (première diffusion + différé 7 jours)

Chris Roach (Mott)

### Épisode 14: Titre français inconnu (Kevin vs. The Dutch Elm)
- États-Unis /  Canada : 16 janvier 2017 sur CBS / Global

- États-Unis : 8,66 millions de téléspectateurs[33] (première diffusion)
- Canada : 1,071 million de téléspectateurs[34] (première diffusion + différé 7 jours)

- Chris Roach (Mott)
- Bas Rutten (Rutger)
- Suzanne Petri (Mrs. Hoost)

### Épisode 15: Titre français inconnu (Choke Doubt)
- États-Unis /  Canada : 23 janvier 2017 sur CBS / Global

- États-Unis : 8,62 millions de téléspectateurs[35] (première diffusion)
- Canada : 993 000 téléspectateurs[36] (première diffusion + différé 7 jours)

- Chris Roach (Mott)
- Joe Starr (Enzo)
- Adam Ferrara (Bill)
- Gina Brillon (Gina)
- Michael Yo (Tom)
- Julee Cerda (Kelly)
- Gabriella Baires (Blanca)

### Épisode 16: Titre français inconnu (The Back Out)
- États-Unis /  Canada : 6 février 2017 sur CBS / Global

- États-Unis : 7,91 millions de téléspectateurs[37] (première diffusion)

- Craig Bierko (Peter)
- Ilana Becker (Jackie)
- Andrew Pang (Dr Wang)

### Épisode 17: Titre français inconnu (Unholy War)
- États-Unis /  Canada : 13 février 2017 sur CBS / Global

- États-Unis : 7,85 millions de téléspectateurs[38] (première diffusion)
- Canada : 975 000 téléspectateurs[39] (première diffusion + différé 7 jours)

- Kim Coates (Terry)
- Jim Breuer (Father Phillip)
- Lana Young (Linda)
- Eric Michael Gillett (Chale's Dad)
- Cynthia Mace (Chale's Mom)
- Shea James (Lucy)
- Sienna James (Cecilia)
- Edan Alexander (Kurt)

### Épisode 18: Titre français inconnu (Neighborhood Watch)
- États-Unis /  Canada : 20 février 2017 sur CBS / Global

- États-Unis : 7,29 millions de téléspectateurs[40] (première diffusion)
- Canada : 1,125 million de téléspectateurs[41] (première diffusion + différé 7 jours)

- Chris Weidman (Nick)
- Bas Rutten (Rootger)
- Claire Coffee (Irene)
- Alexander Chaplin (Stuart)
- Julian Gamble (Mr. Ferguson)

### Épisode 19: Titre français inconnu (Showroom Showdown)
- États-Unis /  Canada : 13 mars 2017 sur CBS / Global

- États-Unis : 6,79 millions de téléspectateurs[42] (première diffusion)

- Bas Rutten (Rootger)
- Johnny Wu (Mark)
- Chris Monty (Dynamic Bob)
- Alana O'Brien (Kate)
- Nore Davis (Customer #1)
- Nicol Moeller (Customer #2)
- Skylar Testa (Customer #3)
- Chris Titone (Customer #5)

### Épisode 20: Titre français inconnu (Double Date)
- États-Unis /  Canada : 20 mars 2017 sur CBS / Global

- États-Unis : 5,93 millions de téléspectateurs[43] (première diffusion)

- Bas Rutten (Rootger)
- Chris Mott (Mott)
- Jackie Sandler (Cindy)
- Saidah Arrika Ekulona (Didi)
- Matt Walton (Steve)
- Jackie Debatin (Angela)
- Clea Decrane (Floor)
- Kenneth Maharaj (Sanjay)

### Épisode 21: Titre français inconnu (Kenny Can Wait)
- États-Unis /  Canada : 10 avril 2017 sur CBS / Global

- États-Unis : 6,04 millions de téléspectateurs[44] (première diffusion)

- Saidah Arrika Ekulona (Didi)
- Harry Connick Jr. (lui-même)
- Ray Longo (Customore)
- Michael DelGuidice (A.D.)
- Pat Squire (Rita)

### Épisode 22: Titre français inconnu (Quiet Diet)
- États-Unis /  Canada : 17 avril 2017 sur CBS / Global

- États-Unis : 5,9 millions de téléspectateurs[45] (première diffusion)
- Canada : 855 000 téléspectateurs[46] (première diffusion + différé 7 jours)

Chris Roach (Mott)

### Épisode 23: Titre français inconnu (Sting of Queens: Part One)
- États-Unis /  Canada : 1er mai 2017 sur CBS / Global

- États-Unis : 6,26 millions de téléspectateurs[47] (première diffusion)

- Joe Starr (Enzo)
- Chris Weidman (Nick)
- Leah Remini (Vanessa)
- Keith Anthony (Mendez)
- Maurice Compte (Domingo)
- Karyme Lozano (Maritza)
- Christopher J. Hanke (Parker)
- Julian Leong (Dave)

### Épisode 24: Titre français inconnu (Sting of Queens: Part Two)
- États-Unis /  Canada : 8 mai 2017 sur CBS / Global

- États-Unis : 5,68 millions de téléspectateurs[48] (première diffusion)

- Joe Starr (Enzo)
- Leah Remini (Vanessa)
- Keith Anthony (Mendez)
- Maurice Compte (Domingo)
- Karyme Lozano (Maritza)
- Christopher J. Hanke (Parker)
- Julian Leong (Dave)